# Pascual Momparler
Pascual Momparler Guardiola (Villanueva de Castellón, provincia de Valencia, nacido el 16 de mayo de 1982) es un Dirigente Deportivo de ciclismo y actual seleccionador de la selección española de ciclismo en ruta. Es hijo el exciclista Pascual Momparler Gandía y Director de MOMPARLER S.L organizadores de pruebas ciclistas como Copa del Mundo de CX Benidorm, Clásica de Jaén, etc…

## Trayectoria profesional
Desde 2013 el técnico de Villanueva de Castellón formaría parte de la Dirección Deportiva de la Real Federación Española de Ciclismo, en la que ejerció como seleccionador nacional júnior (2013-2017) y sub-23 de carretera, de ciclocrós, así como de ayudante de Javier Mínguez durante el periplo de este como seleccionador.
Entre los frutos del trabajo de Pascual se pueden destacar los triunfos de Rubén Fernández Andújar y Marc Soler en el Tour del Porvenir o la medalla de Plata de Felipe Orts en el Mundial de Ciclocrós sub-23 de 2017.
El 14 de diciembre de 2018 es nombrado nuevo seleccionador nacional élite masculino de carretera en sustitución de Javier Mínguez.
En septiembre de 2019, daría la lista para el Campeonato Mundial de Ciclismo en Ruta de 2019 de Yorkshire (Reino Unido).

## Equipos como director
- Selección española de ciclismo en ruta sub-23 y ciclocrós (2013-2018)
- Selección española de ciclismo en ruta (2019-)